# كال نيوبورت
كالفن نيوبورت (مواليد 23 يونيو 1982) (بالإنجليزية: Calvin C. Newport) أستاذ مشارك في علم الحاسوب في جامعة جورجتاون، ومؤلف ستة كتب لتطوير الذات. له مدونة باسم (Study Hacks)، والتي تركز على النجاح الأكاديمي والمهني.

## مسيرته
أكمل نيوبورت دراساته الجامعية في كلية دارتموث في عام 2004، وحصل على درجة الدكتوراه من معهد ماساتشوستس للتكنولوجيا (MIT) في عام 2009 في علم الحاسوب تحت إشراف عالمة الحاسوب نانسي لينش. كان مشاركًا لما بعد الدكتوراه في قسم علم الحاسوب في معهد ماساتشوستس للتكنولوجيا من 2009 إلى 2011. في عام 2011، التحق بجامعة جورجتاون كأستاذ مساعد في علم الحاسوب، وحصل على المنصب في عام 2017. يركز عمله على الخوارزميات الموزعة في سيناريوهات التواصل الصعبة، ويتضمن دراسة أنظمة الاتصالات في الطبيعة.

## المُدَوَّنة
بدأ نيوبورت مدونة (Study Hacks) في عام 2007 حيث يكتب عن «كيفية أداء أعمال مثمرة وقَيِّمة وذات مغزى في عصر رقمي متزايد التشتيت». في عام 2019، أصدر كتابه «المينيماليزم الرقمية» (Digital Minimalism)، الذي يدعو فيه إلى تطبيق مبدأ التبسيطية في المجال الرقمي بالتقليل من الأجهزة والتطبيقات والخدمات الرقمية والتركيز عند استعمال الإنترنيت على نشاطات محددة ذات قيمة مضافة عالية تخدم الأولويات.